# Renato Zenobi

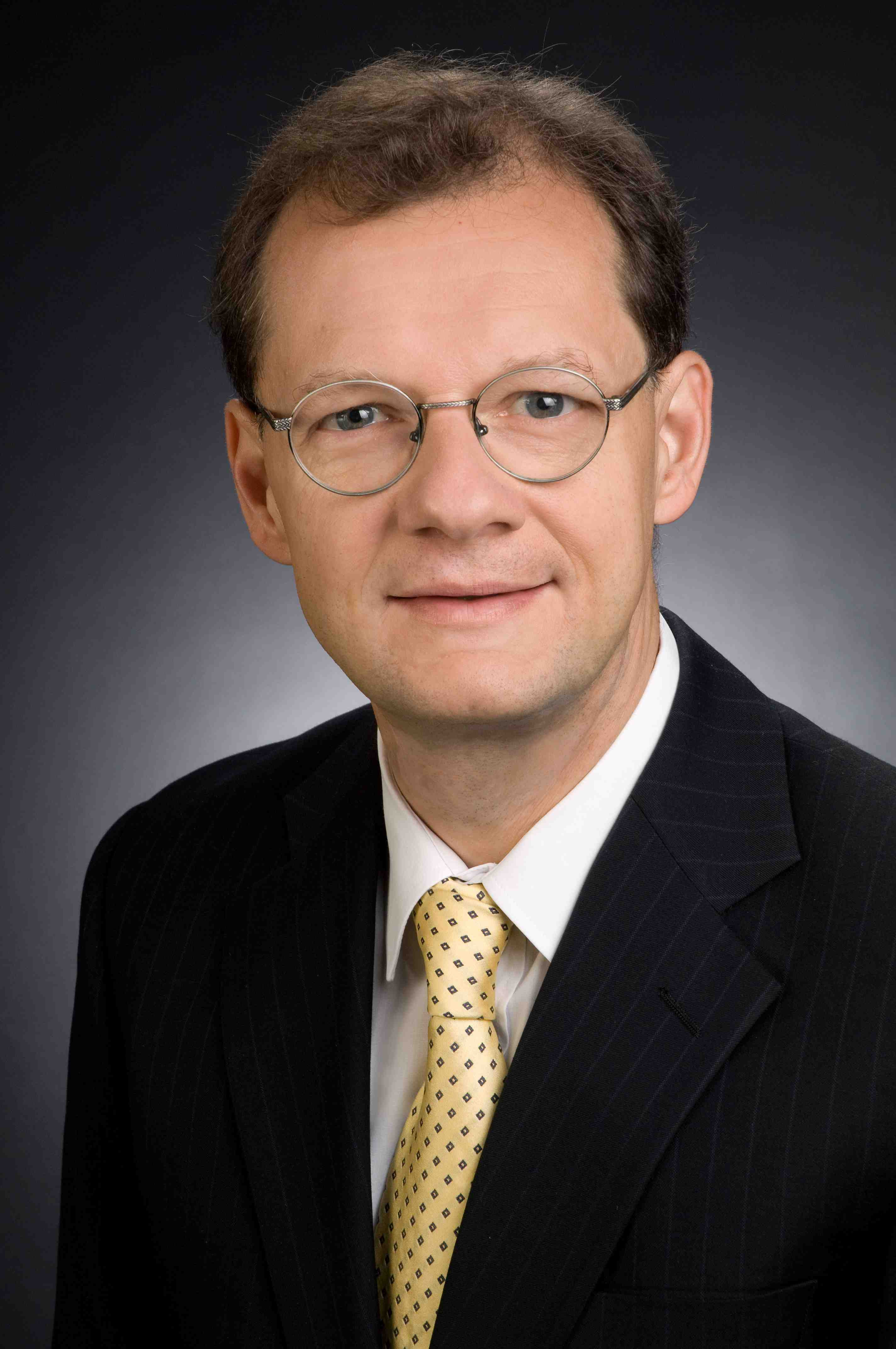
Renato Zenobi

Renato Zenobi (* 1961 in Zürich) ist ein Schweizer Chemiker. Er ist Professor für Chemie an der ETH Zürich. Er ist auf dem Gebiet der analytischen Chemie tätig.

## Leben
Zenobi schloss sein Diplomstudium an der ETH Zürich 1986 ab. 1990 erlangte er den Doktortitel an der Stanford University. In der Folge arbeitete er bis 1991 als Postdoc an der Universität Pittsburgh sowie an der Universität Michigan. 1992 kehrte er in die Schweiz zurück, wo er an der École polytechnique fédérale de Lausanne eine Anstellung fand. 1995 wurde Zenobi Assistenzprofessor an der ETH Zürich. 1997 wurde er zum ausserordentlichen Professor und 2000 zum ordentlichen Professor ernannt. Er ist einer der Mitherausgeber der Zeitschrift Analytical Chemistry (ACS).

## Forschungstätigkeit
Zenobis Forschungsgebiete umfassen laserbasierte analytische Chemie, Elektrospray-Ionisation und lasergestützte Massenspektrometrie, Laser-Oberflächen-Wechselwirkungen, optische Nahfeldmikroskopie/-spektroskopie sowie die Einzelzellanalyse.
Er hat Beiträge zum Verständnis des Ionenbildungsmechanismus in der Matrix-unterstützten Laserdesorptions-/Ionisation (MALDI) gekoppelt mit MS beigetragen und zur Entwicklung von Analysewerkzeugen für den Nanobereich geleistet, insbesondere durch die Erfindung der spitzenverstärkten Raman-Spektroskopie (TERS).
2014 wurde er mit der Thomson Medal der International Mass Spectrometry Foundation ausgezeichnet.